# Liste des évêques de Mahajanga

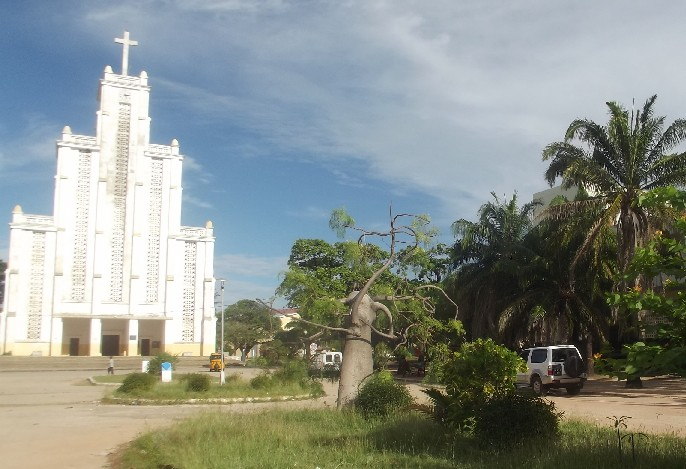
La façade de la cathédrale catholique de Mahajanga.

La liste des évêques de Mahajanga recense les noms des évêques qui se sont succédé sur le siège épiscopal de Mahajanga, à Madagascar depuis la création du vicariat apostolique de Majunga le 15 mars 1923 par détachement de celui de Diégo-Suarez. Le vicariat est érigé en diocèse le 14 septembre 1955 et change de nom le 28 octobre 1989 pour devenir le diocèse de Mahajanga (Dioecesis Mahagianganus).

## Vicaires apostoliques
- 16 mars 1923-10 mai 1940 : Paul Auguste Marie Pichot (Les Cresnays 1874 - 1954), prêtre en 1899, nommé vicaire apostolique de Majunga en 1923 et qui démissionna en 1940[1].
- 10 mai 1940-8 juillet 1941 : siège vacant.
- 8 juillet 1941-13 février 1947 : Edmond Marie Jean Wolff.
- 13 février 1947-† 31 août 1953 : Jean Batiot.
- 22 février 1954-14 septembre 1955 : Jean Eugène Gabriel David.

## Évêques
- 14 septembre 1955-27 avril 1978 : Jean Eugène Gabriel David.
- 27 avril 1978-3 février 1994 : Armand Gaétan Razafindratandra, évêque de Majunga, puis de Mahajanga (28 octobre 1989).
- 3 février 1994-29 mars 1996 : siège vacant.
- 29 mars 1996-28 novembre 1998 : Michel Malo.
- 3 juin 1999-2 février 2010 : Joseph Ignace Randrianasolo.
- 2 février 2010-† 3 novembre 2018 : Roger Victor Rakotondrajao.